# Estnisk krona
Estnisk krona eller kroon (Ekr – Eesti kroon) var den valuta som användes i Estland fram till den 1 januari 2011, då den ersattes av euron. Valutakoden var EEK. Valutaenheten 1 kroon (pluralform krooni) indelades i 100 senti (singularform sent).
Valutan infördes 1928 och ersatte den tidigare estniska marken som infördes 1921. Valutan gällde fram till den  sovjetiska ockupationen 1940. I juni 1992 ersatte Estland rubeln med landets egen valuta, den estniska kronan. Valutan var från början bunden mot D-marken. När Tyskland övergick till euro fixerades kronan mot den istället. Estland införde euron den 1 januari 2011 och den estniska kronan ersattes då med den gemensamma valutan.

## Användning
Valutan gavs ut av Estlands centralbank, Eesti Pank (EP) som grundades 1919 och ombildades 1990. Banken har huvudkontor i Tallinn.

## Valörer
- mynt: 1 och 5 kroon
- underenhet: 5, 10, 20 och 50 senti
- sedlar: 1, 2, 5, 10, 25, 50, 100 och 500 kroon

## Sedlar
| Sedlar   | Sedlar  | Sedlar     | Sedlar      | Sedlar                 | Sedlar                              |
| Bild     | Bild    | Valör      | Färg        | Beskrivning            | Beskrivning                         |
| Framsida | Baksida | Valör      | Färg        | Framsida               | Baksida                             |
| -------- | ------- | ---------- | ----------- | ---------------------- | ----------------------------------- |
|          |         | 1 kroon    | Orange/brun | Kristjan Raud          | Dombergets slott                    |
|          |         | 2 krooni   | Grå och blå | Karl Ernst von Baer    | Tartu universitet                   |
|          |         | 5 krooni   | Orange      | Paul Keres             | Narva slott och Ivangorods fästning |
|          |         | 10 krooni  | Röd         | Jakob Hurt             | Tamme-Lauri ek                      |
|          |         | 25 krooni  | Grön        | Anton Hansen Tammsaare | Vargamäe by                         |
|          |         | 50 krooni  | Ljusgrön    | Rudolf Tobias          | Estonia-teatern                     |
|          |         | 100 krooni | Ljusblå     | Lydia Koidula          | Baltisk klint                       |
|          |         | 500 krooni | Lila        | Carl Robert Jakobson   | Ladusvala                           |